# Jatiharjo (Jatipuro)
Jatiharjo is een bestuurslaag in het regentschap Karanganyar van de provincie Midden-Java, Indonesië. Jatiharjo telt 1973 inwoners (volkstelling 2010).